# Necesidad de logro
La necesidad de logro (abreviado N-Ach, del inglés need for achievement) se refiere al deseo de un individuo de alcanzar un logro significativo, el dominio de habilidades, control o altos estándares de desempeño de actuaciones. El término fue utilizado por primera vez por Henry Murray asociado con una variedad de acciones. Estas incluyen: "esfuerzos intensos, prolongados y repetidos para lograr algo difícil. Trabajar con un solo propósito hacia una meta alta y distante. Tener la determinación de ganar". El concepto de N-Ach fue popularizado posteriormente por el psicólogo David McClelland.

## Visión general
Según McClelland esta necesidad es la que incita al individuo a luchar y emprender, influyendo en el crecimiento económico de este mismo. A su vez, esta es aprendida e influenciada por el entorno en el que fue criado y por los factores sociales y culturales de su entorno. Además, demostró que la necesidad de logro se puede desarrollar. Este rasgo de la personalidad se caracteriza por una preocupación permanente por establecer y cumplir con altos estándares de logro. Esta necesidad está influenciada por el impulso interno de acción (motivación intrínseca) y la presión ejercida por las expectativas de los demás (motivación extrínseca). Medido con la prueba de apercepción temática (TAT), la necesidad de logro motiva a un individuo a tener éxito en la competencia y a sobresalir en actividades importantes para él o ella.
La necesidad de logro está relacionada con la dificultad de las tareas que las personas eligen emprender. Aquellos con baja N-Ach pueden elegir tareas muy fáciles, para minimizar el riesgo de fallo, o tareas muy difíciles, de modo que un fallo no sea vergonzoso. Las personas con alta N-Ach tienden a elegir tareas moderadamente difíciles, sintiendo que son desafiantes, pero están a su alcance. 
Las personas con alta N-Ach se caracterizan por una tendencia a buscar desafíos y un alto grado de independencia. Su recompensa más satisfactoria es el reconocimiento de sus logros. Las fuentes de alta N-Ach pueden incluir los siguientes aspectos: 
1. Padres que fomentaron la independencia en la infancia.
2. Elogios y recompensas por el éxito.
3. Asociación del logro con sentimientos positivos.
4. Asociación del logro con la propia competencia y esfuerzo, no con la suerte
5. Un deseo de ser efectivo o desafiado
6. Fuerza intrapersonal
7. Atractivo
8. Factibilidad
9. Habilidades para establecer objetivos

En el lugar de trabajo, las organizaciones pueden tener dificultades para reconocer a quienes tienen un alto nivel de N-Ach y a quienes no. Cuando las personas que necesitan y requieren la atención necesaria para que sus esfuerzos sean reconocidos por alguien que está en una posición influyente para ellos; si no reciben esa satisfacción o reconocimiento, pueden quedar insatisfechos y frustrados con su trabajo o posición. Esto puede conducir a una miríada de problemas en el trabajo y al resentimiento y la desaprobación.
Esto puede verse como una reacción emocional negativa, sin embargo, a su vez, como indica David McClelland, la necesidad de logro tomará su curso de diferentes maneras. Una persona se hará cargo de pequeñas tareas fáciles que sabe que puede lograr y se les felicitará por ello, o aceptará tareas extremadamente desafiantes porque saben que no corren el riesgo de avergonzarse por el fracaso debido a la gran exigencia de la tarea emprendida. Se ha descubierto que los empleados motivados por la necesidad de logros suelen ser más tomadores de riesgos en la organización. También son los empleados que desean ser constantemente desafiados a aprender cosas nuevas. Estas personas tienden a estar muy absortas en su trabajo. Es por eso que requieren reconocimiento cuando completan una tarea satisfactoriamente. 
Por lo tanto, si un tomador de riesgos se siente insatisfecho debido a la falta de aprecio por su trabajo, se tambalea en el filo de un cuchillo. A cada lado hay una enorme caída y puede ir en cualquier dirección. El empleado continuará trabajando y asumiendo más riesgos y será creativo y se esforzará más por impresionar y ganar reconocimiento. O se irá a buscar otro lugar para trabajar. De esta manera, los empleadores, gerentes, colegas y compañeros de trabajo deben respetar a todos los que tienen una personalidad de necesidad de logro y darles el crédito que necesitan para mantenerse contentos. Esto conducirá a una fuerza laboral productiva, feliz y bien establecida. 
David McClelland sugirió otras características y actitudes de las personas motivadas por los logros:
1. El logro es más importante que la recompensa material o financiera.
2. Lograr el objetivo o la tarea brinda mayor satisfacción personal que recibir elogios o reconocimientos.
3. La recompensa financiera se considera una medida del éxito, no un fin en sí mismo.
4. La seguridad no es el principal motivador, ni el estado.
5. La retroalimentación es esencial, ya que permite la medición del éxito, no por razones de elogio o reconocimiento (la implicación aquí es que la retroalimentación debe ser confiable, cuantificable y objetiva).
6. Las personas motivadas por el logro buscan constantemente mejoras y formas de hacer las cosas mejor.

## Teoría
El trabajo de investigación pionero de la Clínica Psicológica de Harvard en la década de 1930, resumido en Exploraciones en la personalidad, proporcionó el punto de partida para futuros estudios de la personalidad, especialmente aquellos relacionados con necesidades y motivos. Las investigaciones de David C. McClelland y sus asociados sobre la motivación del logro tienen especial relevancia para la aparición del liderazgo.  
McClelland estaba interesado en la posibilidad de despertar deliberadamente las necesidades de logro en un intento de explicar cómo las personas expresan sus preferencias por resultados particulares, en lo que es un problema general de motivación. En este sentido, la necesidad de logro se refiere a la preferencia de un individuo por el éxito en condiciones de competencia. El vehículo que McClelland empleó para establecer la presencia de un motivo de logro fue el tipo de fantasía que una persona expresó en la Prueba de Apercepción Temática (TAT), desarrollada por Christiana Morgan y Henry Murray, quienes señalan en Exploraciones de Personalidad que "... cuando una persona interpreta una situación social ambigua, es probable que exponga su propia personalidad tanto como el fenómeno al que asiste... Cada imagen debe sugerir una situación crítica y ser efectiva para evocar una fantasía relacionada con ella"(p531). La prueba se compone de una serie de imágenes que los sujetos deben interpretar y describir al psicólogo. El TAT se ha utilizado ampliamente para apoyar la evaluación de necesidades y motivos.
En 1961 McClelland publicó The Achieving Society, que articuló su modelo de motivación humana. McClelland sostuvo que hay tres necesidades dominantes, el logro, el poder y la afiliación, que apuntalan la motivación humana. McClelland creía que la importancia relativa de cada necesidad varía entre individuos y culturas. Argumentando que las pruebas de contratación de uso común que utilizan el coeficiente intelectual y las evaluaciones de personalidad eran malos predictores de competencia, McClelland propuso que las empresas deberían basar las decisiones de contratación en la competencia demostrada en los campos relevantes, en lugar de en los puntajes de las pruebas estandarizadas. Iconoclastas en su tiempo, las ideas de McClelland se han convertido en una práctica estándar en muchas corporaciones.
El procedimiento de la investigación inicial de McClelland fue despertar en la audiencia de prueba una preocupación por su logro. Se usó un grupo de control en el que se omitió la excitación. En el curso de este experimento, McClelland descubrió al analizar las historias en el TAT que la excitación inicial no era necesaria. En cambio, los miembros del grupo de control, individuos que no habían tenido excitación previa, demostraron diferencias significativas en sus historias, algunos escribieron historias con un contenido de alto rendimiento y algunos presentaron historias con un contenido de bajo rendimiento. Utilizando los resultados basados en la Prueba de Apercepción Temática, McClelland demostró que las personas en una sociedad pueden agruparse en personas de alto rendimiento y de bajo rendimiento en función de sus puntajes en lo que llamó necesidad de logro "N-Ach".
McClelland y sus asociados ampliaron su trabajo en análisis de fantasías para incluir diferentes grupos de edad, grupos ocupacionales y nacionalidades en sus investigaciones sobre la fuerza de la necesidad de logro. Estas investigaciones indican que la calificación N-Ach aumenta con un aumento en el nivel ocupacional. Invariablemente, los empresarios, gerentes y emprendedores son los que obtienen mejores calificaciones.  
Otras investigaciones sobre las características de los alumnos de alto rendimiento han revelado que el logro en el trabajo representa un fin en sí mismo. Las recompensas monetarias sirven como índice de este logro. Además, estos otros estudios descubrieron que los estudiantes de alto rendimiento, aunque identificados como gerentes, empresarios y emprendedores, no son jugadores. Una inteligencia emocional alta exige una gran necesidad de logro, mientras que una inteligencia emocional baja exige una menor necesidad de logro. Aceptarán el riesgo solo en la medida en que crean que sus contribuciones personales harán que haya una gran diferencia en el resultado final.
Un experimento realizado a los mandos intermedios de AT&T de 1956 a 1960, estudió el nivel de logro alcanzado durante un período de 8 a 16 años, mostrando que el alto logro se asoció con el éxito gerencial en los niveles más bajos de los puestos de administración, en los cuales la promoción depende más de las contribuciones individuales que en los niveles superiores. En los niveles superiores, en los que la promoción depende de la capacidad demostrada para administrar a otros, un alto logro no está asociado con el éxito; por el contrario, el patrón de motivación del liderazgo está muy asociado, con toda probabilidad porque implica un alto poder, surgiendo como una preocupación para influir en las personas.
Estas investigaciones en el motivo del logro parecen convertirse naturalmente en la exploración de las diferencias basadas en la tesis de Max Weber de que la industrialización y el desarrollo económico de las naciones occidentales estaban relacionados con la ética protestante y sus valores correspondientes que respaldan el trabajo y el logro. McClelland y sus asociados se han convencido de que tal relación, vista históricamente a través de un índice de consumo nacional de energía, sí existe.  
Las diferencias relacionadas con los logros individuales, así como con los colectivos, dependen de la presencia o ausencia de un motivo de logro además de los recursos económicos o la inyección de asistencia financiera. Se puede considerar que los alumnos de alto rendimiento satisfacen una necesidad de autorrealización a través de los logros en sus tareas laborales como resultado de su conocimiento particular, sus experiencias particulares y los entornos particulares en los que han vivido.

## Medición
Las técnicas que McClelland y sus colaboradores desarrollaron los parámetros N-Ach, N-Affil y N-Pow para medir las necesidades de logro, poder y afiliación (ver McClelland et al., 1958) pueden verse como una ruptura radical con la tradición psicométrica dominante. Sin embargo, debe reconocerse que el pensamiento de McClelland estuvo fuertemente influenciado por el trabajo pionero de Henry Murray, tanto en términos del modelo de Murray de necesidades humanas y procesos de motivación (1938) como de su trabajo con la OSS durante la Segunda Guerra Mundial. Fue durante este período cuando Murray introdujo la idea de "pruebas de situación" y evaluaciones de evaluadores múltiples y métodos múltiples. Fue Murray quien identificó por primera vez la importancia de las necesidades de logro, poder y afiliación y las colocó en el contexto de un modelo motivacional integrado. 
Mientras que la teoría de la personalidad basada en rasgos asume que las competencias de alto nivel como la iniciativa, la creatividad y el liderazgo pueden evaluarse utilizando medidas "internamente consistentes" (ver psicometría), las medidas de McClelland reconocen que tales competencias son actividades difíciles y exigentes que tampoco se desarrollarán ni se muestran a menos que las personas realicen actividades que les interesen (es decir, estén fuertemente motivadas para realizarlas). Además, es el número acumulativo de componentes de competencia independientes, pero acumulables y sustituibles, que ejercen al tratar de llevar a cabo estas actividades lo que determinará su éxito. En consecuencia, los sistemas de puntuación N-Ach, N-Aff y N-Pow simplemente cuentan cuántos componentes de competencia ejercen las personas mientras realizan actividades para las que tienen una fuerte inclinación personal (o motivación). 
La investigación de McClelland lo llevó a formular características psicológicas de personas con una gran necesidad de logro. Según McClelland y David Winter (Motivating Economic Achievement), las siguientes características acompañan a un alto nivel de motivación de logro:
- Propensión al riesgo moderada;
- Emprender tareas innovadoras y atractivas;
- Control interno y responsabilidad por las propias decisiones y comportamientos;
- Necesidad de establecer objetivos precisos.

Un corolario importante es que no tiene sentido tratar de evaluar las habilidades de las personas sin saber primero qué les importa. Por lo tanto, uno no puede (como algunos psicometristas intentan hacer) evaluar cosas como la "creatividad" en ningún sentido general. Uno siempre tiene que preguntar "¿creatividad en relación con qué?" Por lo tanto, las medidas de McClelland, presentadas originalmente como medios para evaluar la "personalidad", se entienden mejor como medios para medir la competencia con métodos que rompen radicalmente con los enfoques psicométricos tradicionales. Todos tenemos diferentes objetivos y necesidades de logro basados en muchos factores como las experiencias pasadas, la educación, los riesgos y los comentarios recibidos.